# هتل فرشته پاسارگاد
هتل فرشته پاسارگاد یک آسمان خراش واقع در شمال شهر تهران است؛ که هم‌اکنون ساخت آن تمام نشده، و شامل ۳۰ طبقه هتل، ۹ طبقه پارکینگ، ۷ طبقه تجاری_اداری، ۴ طبقه مرکز تفریحی و ۱ طبقه لابی می‌شود که با احتساب طبقهٔ همکف درمجموع ۵۱ طبقه است.
این پروژه در سال ۱۳۹۵ آغاز به کار نمود و تخمین زده می‌شود تا سال ۱۴۰۵ پایان پذیرد و اکنون در حال ساخت است. گودبرداری این پروژه یکی از عظیم‌ترین گودبرداری‌های ایران با عمق ۷۳ متر است.

## تاریخچهٔ پروژه
این پروژه از ابتدا مورد نقد کارشناسان شهرسازی و مردم محلی قرار گرفت؛ آن‌ها با استناد بر اینکه ساختمان در خیابان کم عرض واقع شده و استانداردهای شهرسازی در مورد آن رعایت نشده‌است، نسبت به ساخت این بنا اعتراض کردند اما اعتراض آنها مورد تأیید قرار نگرفت.
گفته‌ها حاکی از آن است که این مجموعه شامل ۶۲۳ واحد پارکینگ استاندارد، ۴۷ واحد تجاری اختصاصی، ۲۰۰۰ متر مربع فضای اداری، ۱۰ واحد رستوران و کافی‌شاپ در طبقات مختلف، تالارهای مراسم و سالن اجتماعات با ظرفیت ۱۰۰۰ نفر، اتاق‌های مخصوص جلسات، ۳۰۰ واحد اتاق و سوئیت، و ۴۰ واحد هتل آپارتمان می‌باشد. علاوه بر آن استخر و سالن بدنسازی در دو طبقه مجزا خواهد بود.
حمیدرضا خوشدل، مسئول واحد بازرسی گودبرداری سازمان نظام مهندسی تهران، دربارهٔ مجوز این هتل که توسط کمیسیون ماده ۵ صادرشده، گفت: «ساختمان فعلی این هتل بیست و چهار طبقه مازاد دارد و این در حالی ست که جواز صادر شده برای تمام پروژه‌ها چهار ساله است. اما سند صادر شده برای این پروژه هفت‌ساله می‌باشد».
محمد سالاری، رئیس کمیسیون شهرسازی و معماری شورای اسلامی شهر تهران معتقد است از لحاظ شهرسازی و معماری تخلفی از سوی مالک صورت نگرفته، بلکه تنها تخلف انجام شده از سوی کمیسیون ماده ۵ وقت بوده که مجوز تخریب باغی را که هم‌اکنون محل ساخت برج است، صادر کرده‌است.
با توجه به تعدد ساختمان‌های بلندمرتبه در منطقه الهیه و هم‌پوشانی برج‌ها بر یکدیگر، مجاورت پروژه در کنار باغ سفارت روسیه که در پهنه وسیعی فاقد ساخت‌وساز است، باعث شده که دید پروژه به سمت شرق کاملاً آزاد باشد. از سوی دیگر موضوعی که در بالا مطرح شد، باعث می‌شود ساختمان از نواحی شهری واقع در ضلع شرقی خود بدون هیچ مانعی دیده شود.